# Biserica de lemn din Valcău de Jos

Biserica de lemn din Valcău de Jos

Biserica de lemn din Valcău de Jos s-a aflat în localitatea omonimă din județul Sălaj și, după informațiile lui Leontin Ghergariu, a fost ridicată în jurul anilor 1700. Biserica de lemn a funcționat ca biserică parohială până în anul 1935, când a fost înlocuită de o nouă biserică de zid. Leontin Ghergariu a documentat fotografic și măsurat biserica veche de lemn înainte ca ea să dispară. 

## Imagini de arhivă

Portal intrare, detaliu
Fragment de pridvor
Uşa de la intrare